# Fujitani Takumi
Takumi Fujitani (sinh ngày 6 tháng 12 năm 1995) là một cầu thủ bóng đá người Nhật Bản.

## Sự nghiệp câu lạc bộ
Takumi Fujitani đã từng chơi cho FC Gifu.